# Vĩnh Thông
Vĩnh Thông là một phường thuộc tỉnh An Giang, Việt Nam.

## Địa lý
Phường Vĩnh Thông nằm ở phía bắc thành phố Rạch Giá, có vị trí địa lý:
- Phía đông giáp huyện Châu Thành
- Phía tây giáp huyện Hòn Đất
- Phía nam giáp các phường Vĩnh Hiệp, Vĩnh Quang, Vĩnh Thanh
- Phía bắc giáp xã Phi Thông.

Phường Vĩnh Thông có diện tích 14,06 km², dân số năm 2023 là 11.419 người, mật độ dân số đạt 812 người/km².

## Hành chính
Phường Vĩnh Thông được chia thành 5 khu phố: 1, 2, 3, 4, 6.

## Lịch sử
Ngày 27 tháng 9 năm 1983, Hội đồng Bộ trưởng ban hành Quyết định số 107-HĐBT về việc chia phường Vĩnh Hiệp thành xã Vĩnh Hiệp và xã Vĩnh Thông.
Ngày 24 tháng 5 năm 1988, Hội đồng Bộ trưởng ban hành Quyết định số 92-HĐBT về việc thành lập phường Vĩnh Thông trên cơ sở toàn bộ xã Vĩnh Thông.
Ngày 31 tháng 5 năm 1991, Ban Tổ chức Chính phủ ban hành Quyết định số 288/QĐ-TCCP về việc sáp nhập phường Vĩnh Thông vào phường Vĩnh Hiệp.
Ngày 18 tháng 3 năm 1997, Chính phủ ban hành Nghị định số 23-CP về việc thành lập phường Vĩnh Thông trên cơ sở 1.518,56 ha diện tích tự nhiên và 7.151 nhân khẩu của xã Phi Thông.
Ngày 26 tháng 7 năm 2005, Chính phủ ban hành Nghị định số 97/2005/NĐ-CP về việc thành lập thành phố Rạch Giá thuộc tỉnh Kiên Giang. Phường Vĩnh Thông trực thuộc thành phố Rạch Giá.
Ngày 25 tháng 11 năm 2019, HĐND tỉnh Kiên Giang ban hành Nghị quyết về việc sáp nhập khu phố 5 vào khu phố 4.